# Чернокрылая земляная горлица
Чернокры́лая земляна́я го́рлица (лат. Metriopelia melanoptera) — вид птиц из семейства голубиных. Обитает в Колумбии, Эквадоре, Перу, Чили, Аргентине.

## Описание
Чернокрылая земляная горлица — маленькая горлица длиной от 21 до 23 см. Самцы весят от 89,1 до 114 г, а самки от 86 до 96,1 г. Оперение обычно коричневого цвета, верхние кроющие хвостовые перья и маховые перья крыла черные, на предплечье проходит узкая белая полоса. Оперение на голове розоватое, глаза обведены кольцами голой кожи. Окраска самок бледнее, чем самцов.

## Подвиды и распространение
Выделяют два подвида:
- M. m. saturatior Chubb, 1918 — юго-запад Колумбии и Эквадор
- M. m. melanoptera (Molina, 1782) — Перу, Чили и юг Аргентины

## Питание
Кормятся на земле. Считается, что основная пища — семена трав, однако детали неизвестны.